# Keramosphaeridae
Keramosphaeridae es una familia de foraminíferos bentónicos de la Superfamilia Soritoidea, del Suborden Miliolina y del Orden Miliolida. Su rango cronoestratigráfico abarca desde el Berriasiense (Cretácico inferior) hasta la Actualidad.

## Clasificación
Keramosphaeridae incluye a los siguientes géneros:
- Kanakaia †
- Keramosphaera
- Keramosphaerina †
- Pavlovecina †

Otros géneros considerados en Keramosphaeridae son:
- Bradya, aceptado como Keramosphaerina
- Orbulinaria, aceptado como Keramosphaera